# Dan Grimaldi
Daniel "Dan" Grimaldi (Brooklyn, New York) američki je glumac, najpoznatiji po ulozi Patsyja Parisija iz televizijske serije Obitelj Soprano.

## Vanjske poveznice
- Dan Grimaldi u internetskoj bazi filmova IMDb-u (engl.)